# Drømmefanger (Lars Lilholt-album)
Drømmefanger er et studiealbum af den danske sanger, sangskriver og musiker Lars Lilholt, der udkom den 4. maj 2018 på Universal. Det er Lilholts syvende studiealbum i eget navn, og albummet akkompagneres af musikere fra Lars Lilholt Band. Drømmefanger er ifølge Universal et "New-Folk album i stil med det meget anmelderroste Amulet album fra 2015", og titlen referer til, at albummet er en "samling sansninger, erindringer og drømme".
"The Galway Girl" er en dansk udgave af den amerikanske countrymusiker Steve Earles sang af samme navn, fra 2000. "Morgenlyset #2" er en nyskrevet udgave af sangen "Morgenlyset", som oprindeligt blev indspillet af Lars Lilholts første band Kræn Bysted's i 1977.

## Spor
Produceret af Thunder & Lightning Music og Lars Lilholt, undtagen "Første gang på Roskilde" produceret af Shaka Loveless.
Alt tekst skrevet af Lars Lilholt. 
| #   | Titel                                       | Musik         | Længde |
| --- | ------------------------------------------- | ------------- | ------ |
| 1.  | "Første gang på Roskilde"                   | Lars Lilholt  | 2:56   |
| 2.  | "Darwin sad på Beagle"                      | L. Lilholt    | 2:31   |
| 3.  | "Geddens tænder" (featuring Johnny Madsen)  | L. Lilholt    | 3:09   |
| 4.  | "Sig mit navn" (featuring Oh Land)          | L. Lilholt    | 2:41   |
| 5.  | "Morgenlyset #2"                            | Lars Dam      | 2:38   |
| 6.  | "Det sidste ord"                            | Sofus Lilholt | 3:13   |
| 7.  | "En morgen i Amsterdam" (featuring Oh Land) | L. Lilholt    | 2:17   |
| 8.  | "Tata Mirando"                              | L. Lilholt    | 3:28   |
| 9.  | "Galwaypigen"                               | Steve Earle   | 2:50   |
| 10. | "Fuglekongen"                               | L. Lilholt    | 2:50   |
| 11. | "København H"                               | L. Lilholt    | 3:48   |
| 12. | "Jordens salt"                              | Kristian Fogh | 3:06   |
| 13. | "Da Danmark var en slavenation"             | L. Lilholt    | 3:35   |

## Medvirkende
| - Lars Lilholt – vokal, tekst, musik (spor 1, 2, 3, 4, 7, 8, 10, 11, 13), producer (spor 2, 3, 4, 5, 6, 7, 8, 9, 10, 11, 12, 13) - Thunder & Lightning Music – producer, mixer (spor 2, 3, 4, 5, 6, 7, 8, 9, 10, 11, 12, 13) - E.T. Mastering – mastering - Shaka Loveless – producer, bas, kor (spor 1) - Tor Back Kristensen – teknik, mixer (spor 1) - Mads Nørgaard Nielsen – Oh Land-vokalindspilning (spor 4, 7) - Kristian Fogh – musik (spor 12) - Lars Dam – musik (spor 5) - Sofus Lilholt – musik, akustisk guitar, kor (spor 6) - Steve Earle – musik (spor 9) - Tom Bilde – bas, mandolin, kor - Gert Vincent – elektrisk og akustisk guitar, kor - Krisitan Fogh – keyboards, harmonika, kor - Eddi Jarl – trommer, percussion, kor - Oh Land – vokal (spor 4, 7) | - Johnny Madsen – vokal (spor 3) - Lærke Lilholt – kor - Maria Malmø – kor - Sine Bach Rüttel – femstrenget banjo - Michael Vestbo – akustisk guitar - Clara Tesch – violin - Mads Kjøller-Henningsen – tværfløjte, tinwhistle, drejelire, sækkepibe - Thyge Pedersen – violin (spor 6, 8, 11) - Birk Nevel – trommer, percussion, kor (spor 1) - Henrik Hamilton – guitar, keyboard, kor (spor 1) - Jonas Sharpe – kor (spor 5, 6) - Nana Mai – kor (spor 6) - Søren Zahle – kor, programmering - Mads Tønder – kor, programmering |

## Hitlister
| Hitliste (2018)        | Højeste placering |
| ---------------------- | ----------------- |
| Danmark (Album Top-40) | 2                 |